# رزیتا
رزیتا یک نام کوچک برای زنان است. افراد شاخص با این نام از این قرارند:
- ثیا ترینیداد (زادهٔ ۱۹۹۰) معروف به رزیتا، مدل، بازیگر و کشتی‌گیر حرفه‌ای آمریکایی-پورتوریکویی
- رزیتا آور (زادهٔ ۱۹۵۲)، خواننده و رقصندهٔ سوئدی
- رزیتا علیپور (زادهٔ ۱۹۸۹) کاراته‌کای ایرانی
- رزیتا غفاری (زادهٔ ۱۳۵۱)، بازیگر ایرانی
- رزیتا لطفی، رئیس بخش فارسی بی‌بی‌سی
- رزیتا یاراحمدی (زادهٔ ۱۳۴۶)، دوبلور ایرانی